# 近藤弥生
近藤 弥生（こんどう やよい、1959年（昭和34年）4月20日 - ）は、日本の政治家、税理士。東京都足立区長（5期）。元東京都議会議員（3期）。区の公報等での表記では「近藤 やよい」の名義を用いる。

## 概要
東京都足立区 梅田生まれ。青山学院大学大学院経済学研究科博士前期課程修了。元東京都議会議長の近藤信好は父。
1983年から警視庁国際捜査課に勤務。税理士を経て、1997年東京都議会議員選挙に立候補し初当選。2001年と・2005年の都議選でも再選を果たした。都議時代は自民党に所属した。
2007年3月、都議を任期途中で辞職。同年6月3日に行われた足立区長選挙に無所属で立候補し、共産党が支援した女性新人候補を破り初当選。東京都特別区では、中山弘子に次いで2人目となる女性区長となった。2011年の区長選では元区長の吉田万三を大差で破り、再選を果たす。
2012年6月3日、区内に拠点を置く宗教法人アレフの解散及び入谷の教団施設からの退去を求める、教団施設周辺の区民で構成される対策住民協議会が主催したデモに参加した。
2015年、対立候補を大差で破り3選、2019年に4選、2023年に5選した。

## パートナーシップ宣誓制度導入へ
2020年9月25日、足立区議会定例会の一般質問で、自民党の白石正輝区議が「日本人が全部L（レズビアン）、G（ゲイ）になったら次の世代は一人も生まれない」「LだってGだって法律に守られているという話になったのでは、足立区は滅んでしまう」と発言。同年10月6日、鹿浜昭議長と区議会自民党は、それぞれ白石に厳重注意をしたが、白石は「当事者が不快と思っても別に良い」と反発し謝罪を拒否した。また、白石は9月25日の定例会で「普通の結婚をして、普通に子どもを産んで、普通に子どもを育てることがいかに人間にとって大切なことであるか」と発言。近藤はこの発言を聞いたとき、「結婚しておらず子どももいない私は『普通』じゃないのか」と悲しく思ったという。
同年10月13日、市民団体「足立・性的少数者と友・家族の会」は、白石に発言の撤回と謝罪を求めるインターネット署名約3万3000筆を、近藤宛てに提出した。鹿浜がなおも説得を行うと白石は折れ、10月20日に区議会本会議で正式に謝罪した。発言の一部を取り消す申し出も行い、議会に許可されたため、差別発言は議事録から削除された。謝罪によって区議会の自民党関係者は幕引きを図ろうとしたが、白石の「差別的な発言と受け止められる表現」との言い回しに、市民から「口先だけの謝罪」との批判も飛び出した。
同年10月29日、足立区は性的少数者（LGBTなど）との意見交換会を開始。11月10日に開かれた意見交換会には近藤も出席。パートナーシップ宣誓制度の導入や、多様な性への理解促進を求める要望書を参加者から受け取った。
同年11月24日、近藤は性的少数者のカップルを公的に認証するパートナーシップ宣誓制度を2021年度に導入すると発表した。それとともに、「あだちLGBT相談窓口」を12月7日に開設すると発表した。
2021年4月1日、パートナーシップ宣誓制度を開始。